# Ectochela canina
Ectochela canina là một loài bướm đêm trong họ Noctuidae.